# Allahganj
Allahganj es un pueblo y nagar Panchayat situado en el distrito de Shahjahanpur en el estado de Uttar Pradesh (India). Su población es de 14755 habitantes (2011). 

## Demografía
Según el censo de 2011 la población de Allahganj era de 14755 habitantes, de los cuales 7847 eran hombres y 6908 eran mujeres. Allahganj tiene una tasa media de alfabetización del 62,17%, inferior a la media estatal del 67,68%: la alfabetización masculina es del 70,52%, y la alfabetización femenina del 52,84%.